# Gli occhi di Maria
Gli occhi di Maria è un saggio degli scrittori e giornalisti italiani Vittorio Messori e Rino Cammilleri, dove gli autori esaminano i fenomeni mariani avvenuti nel 1796, durante la campagna d'Italia di Napoleone Bonaparte, quando numerose immagini mariane si "animarono", muovendo gli occhi, cambiando colore o mutando espressione.

## Contenuto
Italia, 1796: la campagna militare di Napoleone è in pieno svolgimento, contrassegnata da quel furore giacobino contro la Chiesa che la Francia aveva già conosciuto dal 1789 in poi.
Avviene una sistematica spoliazione delle chiese: oggetti e arredi sacri vengono asportati, ma non mancano stragi di civili, frutto della feroce repressione che segue le tante "insorgenze" spontanee della popolazione.
In questo clima di violenza, si verifica una straordinaria serie di eventi prodigiosi, localizzati in prevalenza nello Stato Pontificio.
Gli episodi ritenuti miracolosi hanno inizio il 25 giugno 1796 ad Ancona.
Nella cattedrale, dedicata a San Ciriaco, c'è un'immagine di Maria con gli occhi socchiusi: all'improvviso i fedeli si accorgono che le palpebre si alzano e si abbassano lentamente, c'è stupore e commozione, accorrono i canonici, arriveranno esperti per analizzare il fenomeno, che prosegue per mesi.
Il 10 febbraio dell'anno seguente Napoleone entra in città, è al corrente di quel che succede, vuole esaminare il quadro: quando lo vede, prima impallidisce, poi vuole bruciarlo ma, cosa inconsueta per lui, cambia parere e ordina di coprirlo con un drappo.
La cosa singolare è che movimenti degli occhi, prevalentemente in quadri mariani, cominciano a manifestarsi in luoghi sempre più numerosi, alla presenza di ogni tipo di persone, gente comune e studiosi, credenti e non: i presunti prodigi si protraggono per mesi, i dipinti vengono esaminati con scrupolo, vengono raccolte testimonianze dinanzi a notai, iniziano i processi rituali, che porteranno a riconoscimenti ufficiali da parte della Chiesa.
I religiosi temono reazioni violente della popolazione, si adoperano per placare gli animi: i fenomeni non vengono sfruttati, come ci si potrebbe aspettare, per incitare alla rivolta, vengono anzi interpretati solo come un messaggio di Divina compartecipazione al dramma della gente vessata dai napoleonici.
Lo sguardo di Maria sembra seguire con dolce benevolenza le preghiere, muovendosi verticalmente, quasi per presentarle al Cielo, ed anche orizzontalmente, come per abbracciare la folla. 
A Roma, capitale della Cristianità, si verifica il maggior numero di episodi, a partire dal 9 luglio 1796, quando si "animano" gli occhi della Madonna detta "dell'Archetto", in via San Marcello.
Cammilleri ha ricostruito puntigliosamente l'elenco dei presunti miracoli, con date, luoghi e testimonianze, citando le fonti, in particolare la ricerca dello storico Massimo Cattaneo.
Messori ha fornito una possibile interpretazione di questa serie di prodigi, estendendo il campo ad altre apparizioni mariane e ai possibili collegamenti con altri eventi storici: ne emerge una "teologia della storia", ricca di rilievi e coincidenze sorprendenti.

## Edizioni
- Gli occhi di Maria. Roma 1796: un'impressionante ondata di prodigi nell'Italia invasa da Napoleone, Collana Saggi italiani, Milano, Rizzoli Editore, 2001,  p. 315, ISBN 88-17-10666-6.
- Gli occhi di Maria. Roma 1796: prodigi nell'Italia invasa da Napoleone, nuova ed. aggiornata, Collana Classici di spiritualità, Milano, Edizioni Ares, 2023,  p. 320, ISBN 978-88-929-83-113.